# عمر الكون
عمر الكون، في علم الكون الفيزيائي، هو العمر الاحتمالي أو المدة الزمنية المستغرقة من طرف الكون منذ نشأته أي منذ الانفجار العظيم Big Bang لحد الآن (بوجود احتمالات عدة في التغير الزماني). يُقدّر العمر الكوني حاليًا بنحو 13.799±0.021 مليار سنة طبقًا لنموذج «لامبدا-سي دي إم Lambda-CDM concordance model». بتقلص في الاحتماليّات لنحو 21 مليون سنة فقط، طبقًا لعدد من المشروعات التي تعطي أرقامًا قريبة من هذا الرقم. ومن هذه المشروعات كان: إشعاع الخلفية الكونية الميكروي cosmic microwave background radiation، مسبار ويلكينسون لتباين الأشعة الكونية Wilkinson Microwave Anisotropy Probe، مركبة بلانك الفضائية Planck satellite.

## الشرح
يصف نوذج «لامبدا-سي دي إم» تطور الكون من حالته البدائيّة الساخنة المكثّفة الموحّدة، حتى حالته الحاليّة، على مدار 13.8 مليار سنة من العمر الكونيّ. يمكن فهم النموذج من الناحيّة النظريّة ويمكن تدعيمه بقوة خلال الاستكشافات الفلكيّة عاليّة الدقة مثل «مسبار ويلكينسون لتباين الأشعة الكونية». إلا أن النظريات التي تتناول أًصل حالة الكون البدائيّة تلك لازالت في مرحلة التأملات غير المدعومة بالأدلة العلميّة. فإذا قام المرء بالاستقراء العكسي لنموذج «لامبدا-سي دي إم» من الحالة الأوليّة المفهومة جيدًا، سيرجع إلى نقطة تعرف بـ«التفرد الثقاليّ/الجذبويّ Gravitational Singularity» المعروفة أيضًا بـ«متفردة الانفجار العظيم»، وهذه النقطة -التفرد الثقاليّ- ليس لها دلالة فيزيائيّة مفهومة بالمعنى العلميّ، لكن من الملائم أن نستشهد بأوقات بعد «الانفجار العظيم» لا تتوافق مع العمر الممكن قياسه فيزيائيًا. فعلى سبيل المثال، مدة 10−6 ثانية بعد الانفجار العظيم هي فترة محددة في تطور الكون، لكن إذا أشار المرء لنفس الفترة بقوله «13.8 مليار سنة إلا 10−6 ثانية» ستضيع دقة المعنى لأن ضئالة هذا الرقم لا تقارن بلايقين عمر الكون المعروف (13.8 مليار سنة).
بالرغم من أن للكون تاريخًا أطول نظريًا، إلا أن الاتحاد الفلكي الدولي يستخدم حاليًا مصطلح «عمر الكون» للتعبير عن المدة المحسوبة لتمدد الكون من نموذج «لامبدا-سي دي إم»، أو العمر المُلاحظ منذ الانفجار العظيم في الكون الملاحظ الحاليّ.

## حدود الرصد
بما أن عمر الكون يجب أن يتوافق على الأٌقل مع عمر أقدم الأشياء به، هناك عدد من الملاحظات التي يمكنها أن تضع حدًا أدنى لعمر الكون؛ مثل درجة حرارة أكثر «الأقزام البيضاء white dwarfs» برودة، والتي تزداد برودتها بزيادة عمرها، وأكثر نقاط الانطفاء خفوتًا للنسق الأساسي main sequence لتجمعات النجوم (التكتلات السفلى من النجوم تمضي وقتًا أطول في النسق الأساسي، لذلك فإن تطورها يعطي لمحة عن الحد الأدنى للعمر).

## المعادلات الكونية

يمكن تحديد عمر الكون بقياس ثابت هابل اليوم، والاستقراء العكسي في الزمن مع البيانات المرصودة لقيمة معامل الكثافة (Ω). قبل اكتشاف وجود المادة المظلمة كان يُعتقد بنموذج هيمنة المادة على الكون (كون آينشتاين-دو ستير، المنحنى الأخضر). لاحظ أن كون دو ستير له عمر لانهائي، بينما للكون المغلق أحدث عمر.

ترتبط مشكلة قياس عمر الكون ارتباطًا وثيقًا مع مشكلة حساب قيم المقاييس الكونيّة. تُنفذ تلك العمليّة اليوم في سياق نموذج «لامبدا-سي دي إم» حيث يُعتقد أن الكون يحتوي: مادة طبيعية (تناسقية)، ومادة مظلمة، وإشعاع (فوتونات ونيوترينو)، وثابتًا كونيًا. المساهمة الجزئيّة لكل من هذه القيم لكثافة الطاقة الكونيّة يُحسب خلال مقاييس الكثافة Ωm, Ωr, and ΩΛ. يمكن وصف نموذج «لامبدا-سي دي إم» عن طريق عدد من المعادلات، وهناك ثلاث معادلات/ معاملات/مقاييس هن الأكثر أهمية لحساب عمر الكون، بالإضافة لمعادلة/مقياس هابل Hubble parameter. إذا حصل المرء على قياسات دقيقة لتلك المقاييس، فبإمكانه الحصول على عمر الكون باستخدام معادلة فريدمان، وهي معادلة تربط معدل التغيّر في عامل التحجيم مع محتوى المادة في الكون. وبقلب تلك المعادلة يمكننا حساب التغير في الزمن لكل تغير في عامل التحجيم وبالتالي حساب العمر الكليّ للكون عن طريق تلك المعادلة:
{\displaystyle t_{0}={\frac {1}{H_{0}}}F(\Omega _{r},\Omega _{m},\Omega _{\Lambda },\dots )}
حيث H0 هي قانون هابل، ووظيفة F تعتمد على المساهمة الجزئيّة في محتوى الطاقة الكونيّ القادم من مصادر مختلفة. الملاحظة الأولى التي يمكن استنتاجها من تلك المعادلة هي أن قانون هابل يتحكم في عمر الكون، مع تصحيح يأتي من محتوى المادة والطاقة. وبذلك يكون القياس المبدئيّ لعمر الكون معتمدًا على «زمن هابل Hubble time»، عكسيّة قانون هابل. وباعتبار قيمة H0 تساوي نحو 68 كيلومتر/ثانية/فرسخ، يكون زمن هابل مساويًا لـ1/H0 أي 14.4 مليار سنة.
وللحصول على رقم أكثر دقة، يجب حساب معامل التصحيح F. وفي العموم يجب أن يحدث هذا عدديًا، ونتائج مدى قيم المعامل الكونيّ موضحة بالشكل. بالنسبة لقيم بلانك (Ωm, ΩΛ) = (0.3086, 0.6914) موضحة في الجزء العلوي من ناحية اليسار من الشكل، ومعامل التصحيح هنا يساوي 0.956. بالنسبة لكون مسطح بلا ثابت كونيّ المعبر عنه بالنجمة الموجودة في الجزء السفلي من ناحية اليمين، معامل التصحيح يساوي F = 2⁄3 وهو أصغر كثيرًا، وبالتالي يكون الكون أصغر عمرًا إذا كانت قيمة قانون معامل هابل ثابتة.
وبعيدًا عن «مركبة بلانك الفضائيّة»، كان «مسبار ويلكينسون لتباين الأشعة الكونية» أداة حساب العمر الدقيق للكون، بالرغم من أهمية تضمين قياسات أخرى للحصول على أدق رقم. قياسات «إشعاع الخلفية الكونية الميكروي» جيدة جدًا في حد محتوى المادة Ωm ومعامل الانحناء Ωk، إلا أنها ليست مؤكدة في حالة Ωk لأن الثابت الكونيّ يصبح مهم في حالة «الانزياح نحو الأحمر redshift» القليلة. ويظل القياس الأكثر دقة لعمر الكون يأتي من «مستعر أعظم نوع Ia» حيث يؤدي جمع تلك القياسات معًا إلى قيمة أكثر قبولًا لعمر الكون المشار إليه سابقًا.
يجعل الثابت الكونيّ الكون أكبر عمرًا مع تثبيت قيم المقاييس الأخرى. وهذا مهم، لأنه قبل قبول الثابت الكونيّ، كان نموذج الانفجار العظيم لا يفسر عمر بعض التجمعات الكرويّة في مجرة درب التبانة والتي يظهر أن عمرها أكبر من عمر الكون المقاس بمقياس هابل باعتبار أن الكون يتكون من مادة فقط. فأًصبح عمر الكون أكبر بدخول الثابت الكونيّ كما تمكنا من تفسير ظواهر أخرى غير المادة في الكون.

## مسبار ويلكينسون لتباين الأشعة الكونية
استطاع مشروع «مسبار ويلكينسون لتباين الأشعة الكونية» التابع لوكالة ناسا القائم على تسجيل البيانات على مدار تسع سنوات، أن يقدّر عمر الكون عام 2012 بنحو (13.772±0.059)×109 من السنوات (أي 13.772 مليار سنة، مع احتماليّة زيادة أو نقص بنحو 59 مليون سنة).
لكن هذا القياس يقوم على افتراض أن النموذج الذي استخدمه المشروع صحيح؛ فهناك قياسات أخرى يمكنها أن تعطينا قيم مختلفة. فافتراض وجود خلفية إضافيّة أو جسيمات نسبيّة -على سبيل المثال- يمكن أن يزيد من الخطأ في القياس.
يُجرى القياس باستخدام موقع أول قيمة موجة صوتيّة في الخلفيّة الماكرويّة لطيف القوة، لتحديد حجم سطح الفصل (حجم الكون في وقت الاندماج). ويعتبر زمن سفر الضوء لهذا السطح (الذي يختلف تبعًا للأبعاد المستخدمة) مصدر لعمر موثوق للكون. وبافتراض موثوقيّة النماذج المستخدمة في القياس، يتبقى هامش للخطأ يقدّر بنحو 1%.

## بلانك
في عام 2015، قدّرت مؤسسة بلانك عمر الكون بنحو 13.813±0.038 مليار سنة، في نفس إطار الاحتماليّة السابقة ولكنه أعلى قليلًا من قياس «مسبار ويلكينسون لتباين الأشعة الكونية». وبدمج قياس بلانك مع البيانات الخارجيّة يصبح قياس عمر الكون (13.799±0.021)×109 سنة.

## افتراضات بمسلمات متينة
لا يكون قياس عمر الكون صحيحًا إلا عندما تكون الافتراضات التي بُنيت عليها تلك النماذج صحيحة. ويشار إليها بـ«المسلّمة المتينة strong priors» وهي محاولة تخليص النموذج من الأخطاء المحتملة للحفاظ على صحة النتائج المستنتجة من البيانات الملحوظة. وعلى الرغم أن تلك الطريقة لا تعمل في كافة الحالات، يمكننا اعتبار النتائج التي توصل إليها النموذج صحيحة مع قدر من الخطأ يكمن في الأدوات المستخدمة في القياس.
عمر الكون بناءً على بيانات بلانك 2015 فقط يقدّر بنحو 13.813±0.038 مليار سنة (القياس المقدّر بنحو 13.799±0.021 مليار سنة يستعمل مسلّمات/قبليّات غوسيان Gaussian priors المبنيّة على قياسات من دراسات أخرى لتحديد الاحتماليّة). يمثل الرقم قياس دقيق (مباشر) لعمر الكون (الطرائق الأخرى تشمل قانون هابل وعمر أقدم نجم في التجمعات الكرويّة إلخ..). ومن الممكن استخدام طرائق مختلفة لتحديد نفس المقياس (عمر الكون في هذه الحالة) والوصول لإجابات مختلفة بلا تداخل في الأخطاء. ولتجنّب تلك المشكلة، من الأفضل إيضاح نوعين من الاحتماليّات: واحدة متعلِّقة بالقياس الفعليّ والأخرى بالأخطاء النظاميّة في النموذج المستخدم.
من العناصر المهمة في تحليل بيانات قياس عمر الكون استخدام الإحصاءات البايزيّة Bayesian statistics والتي توفق النتائج تبعًا للقبليّات/النماذج. يساعد ذلك في منح كميّة لكل الاحتماليّات في دقة القياسات بسبب استخدام نموذج معيّن.

## التاريخ
بدأ ظهور مفهوم أن عمر الأرض يقدّر بملايين السنين في القرن الثامن عشر. اعتقد العلماء ف القرن التاسع عشر وفي بدايات القرن العشرين أن الكون ثابت ولانهائيّ مع بعض النجوم التي تمضي وتذهب، إلا أن التغيرات الكبيرة ليس لها مكان في الكون في نظرهم.
كانت النظريّة العلميّة الأولى التي تشير إلى عمر الكون باعتباره منتهي هي «الديناميكا الحرارية» المصاغة في منتصف القرن التاسع عشر. يُلزمنا مفهوم «الإنتروبيا» بأن نظن أن الكون منتهي، لأنه إن لم يكن كذلك، سيكون لكل الموجودات به نفس درجة الحرارة، وبالتالي لن يكون هناك نجوم أو حياة.
نشر ألبرت آينشتاين عام 1915 نظريته في النسبية العامة وفي عام 1917 وضع النموذج الكونيّ الأول بناءً على نظريّته. ولكي يكون متسقًا مع مفهوم الكون الثابت وضع أينشتاين ما سمّاه لاحقًا بـ«الثابت الكونيّ» في معادلاته. وفي عام 1922 قام ألكساندر فريدمان Alexander Friedmann، وبعدها بخمس سنوات جورج لامتري Georges Lemaître، باستخدام نظريّة آينشتاين، تمكنوا من إظهار أن الكون ليس ثابتًا ولكنه يتمدد ويتقلّص. ثم زعزع آرثر إدنغتون Arthur Eddington نموذج آينشتاين بأن الكون ثابت بعد ذلك.
الرصد الأول المباشر الذي لمّح بأن عمر الكون منتهي جاء من ملاحظة سرعة الانحسار، والتي لاحظها فيستو سليفر Vesto Slipher بالإضافة لبُعد السديم (المجرات) والتي لاحظها إيدوين هابل في عمر منشور عام 1929. استطاع هابل مع غيره حل مشكلة النجوم المفردة في بدايات القرن العشرين، بعد أن حددوا أنها كانت مجرات مشابهة لدرب التبّانة ولكنها مختلفة عنها. وكانت تلك المجرات بعيدة للغاية وكبيرة جدًا. أظهرت الأطياف المأخوذة لهذه المسافات «انزياح نحو الأحمر» في الخطوط الطيفيّة من المحتمل أن تكون بسبب تأثير دوبلر، مما يشير إلى أن هذه المجرات كانت تتحرك بعيدًا عن الأرض.
وكلما زاد بُعد هذه المجرات وازدادت خفوتًا كلما زاد الانزياح نحو الأحمر، أي أنها كانت تتحرك بسرعة أكبر. كان هذا هو الدليل المباشر الأول على أن الكون يتمدد وليس ثابتًا. جاء أول تقدير لعمر الكون من حساب متى ازدادت سرعة كل الجسيمات من نفس النقطة. وكانت القيمة الأوليّة التي قال بها هابل صغيرة جدًا، حيث كان يُعتقد أن المجرات أقرب مما هي عليه في الواقع.
يُعتبر ثابت هابل أول قيمة معقولة ودقيقة للتعبير عن معدل تمدد الكون، صاغها في عام 1958 عالم الفلك آلان سانداج Allan Sandage، وجاء قياسه قريبًا جدًا من القيمة الموافَق عليها اليوم.
```
لم يثق سانداج في نتائجه وقت الاكتشاف كما لم يثق بها آينشتاين؛ حيث إن نتيجته لم تكن لتتوافق مع العمر المزعوم للكون بنحو 25 مليار سنة في عصره، وهو عمر أقدم النجوم. كرر سانداج وغيره من الفلكيّين هذه الحسابات لمحاولة تقليل ثابت هابل وبالتالي زيادة عمر الكون. وصل الأمر لاقتراح سانداج نظريات جديدة في علم أًصل الكون لتوضيح عدم الاتساق. وقد حُل الموضوع أخيرًا عن طريق تحسّن في النماذج النظريّة التي تقدّر عمر النجوم. ففي عام 2013، باستخدام آخر النماذج المقدّرة لتطور النجوم كان عمر أكبر نجم نحو 14.46±0.8 مليار سنة.
[
15
]
```

أُعلن اكتشاف إشعاع الخلفية الكونية الميكروي عام 1965. وضع حدًا للايقين العلميّ في مسألة تمدد الكون. وكانت نتيجة تصادفيّة لعمل فريقين يبعدان عن بعضهما نحو 96.5 كيلومتر. حاول كل من آرنو بينزياس Arno Penzias وروبرت ويلسون Robert Wilson أن يحددوا صدى موجات الراديو باستخدام مستشعرة عاليّة الحساسيّة. رصدت المستشعرة ضجيجًا ثابتًا غريبًا منخفضًا من منطقة الموجات الصُغْرِيّة والتي كانت تنتشر في السماء وكانت حاضرة في الليل والنهار. تيقنوا بعد الاختبار أن الإشارة لم تأتِ من الشمس أو الأرض بل كانت من خارج مجرتنا كلها. وفي نفس الوقت قام فريق آخر مكون من كل من روبرت إتش. دك Robert H. Dicke وجيم بيبلز Jim Peebles وديفيد ويلكنسون David Wilkinson، قاموا بمحاولة لتحديد مستوى الضجيج المنخفض الذي ربما يكون متبقيًا من الانفجار العظيم وإثبات مدى صحة هذه النظريّة. أدرك الفريقان أن الضجيج المرصود كان في الواقع إشعاع متبقي من الانفجار العظيم، وكان هذا دليلًا قويًا أن النظريّة صحيحة. ثم توافدت الأدلة لتدعيم هذا الاستنتاج منذ ذلك الوقت، وعُدلت أكثر من مرة للوصول بعمر الكون للقيمة الصحيحة الحاليّة.
المركبات الفضائيّة الخاصة بـ«مسبار ويلكينسون لتباين الأشعة الكونية» المنطلقة عام 2001، وبلانك المنطلقة في 2009، أنتجت بيانات تحدد ثابت هابل وعمر الكون بمعزل عن بعد المجرات، وبذلك أزالت أكبر مصدر للخطأ.